# Schwäbisch Hall

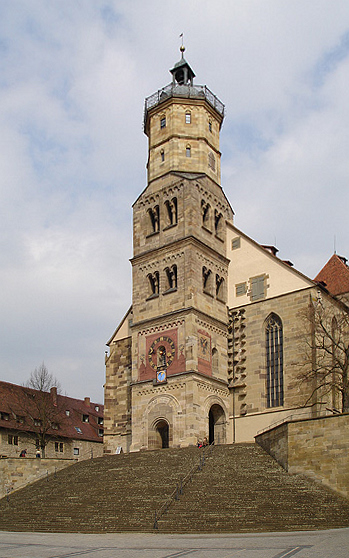
Nhà thờ St Michael, Schwäbisch Hall

Schwäbisch Hall (hay viết tắt là Hall) là một thị xã của bang Baden-Württemberg; đây là huyện lỵ của huyện Schwäbisch Hall. Thị xã tọa lạc ở thung lũng sông Kocher đông bắc của Baden-Württemberg. Dân số thị xã này khoảng 36.000 người.
Tên gọi có lẽ có nguồn gốc từ "Hall" là một từ thuộc họ ngôn ngữ Germanic có nghĩa là "làm khô cái gì đó bằng cách nung nóng lên", rõ ràng là đề cập đến cách sản xuất muối ăn bằng cách phơi nước biển.

## Thị xã kết nghĩa
- Épinal, Vosges, Pháp, từ năm 1964
- Loughborough, Leicestershire, Vương quốc Anh, từ năm 1966
- Lappeenranta, South Karelia, Phần Lan, từ năm 1985
- Neustrelitz, Mecklenburg-Vorpommern, Đức, từ năm 1988
- Zamość, Lublin Voivodeship, Ba Lan, từ năm 1989
- Balıkesir, vùng Marmara, Thổ Nhĩ Kỳ, từ năm 2006